# Naruto (ciutat)
|  | Aquest article tracta sobre la ciutat de Shikoku. Vegeu-ne altres significats a «Naruto (desambiguació)». |

Naruto (鳴門市, Naruto-shi) és una ciutat de la prefectura de Tokushima, al Japó.
L'any 2015 tenia una població estimada de 60.864 habitants i una densitat de població 454 persones per km². Tenia una àrea total de 135,46 km².

## Història
La municipalitat fou fundada com a Meinan el 15 de març de 1947 mitjançant la fusió dels pobles de Muya, Satoura i Naruto. Meinan fou reanomenada Naruto el maig del mateix any, i fou elevada a estatus de ciutat al novembre.